# Amandów
Amandów (prononciation : [aˈmanduf]) est une localité polonaise de la gmina de Pietrowice Wielkie, située dans le powiat de Racibórz en voïvodie de Silésie.